# Brod nad Tichou
Brod nad Tichou (německy Bruck am Hammer) je obec v okrese Tachov v Plzeňském kraji. Žije zde 253 obyvatel.

## Historie
První písemná zmínka o obci pochází z roku 1243. Roku 1431 byla tvrz i vesnice zcela zničena. Později přišli noví osídlenci ze Švábska-Württemberska a z Rheinlandu a vybudovali zcela novou tvrz a ves. Od té doby byl Brod osídlen Němci. Na staré mapě z období Rakouska-Uherska se obec nazývala Brucli.

## Obyvatelstvo
| Rok            | 1869 | 1880 | 1890 | 1900 | 1910 | 1921 | 1930 | 1950 | 1961 | 1970 | 1980 | 1991 | 2001 | 2011 | 2021 |
| -------------- | ---- | ---- | ---- | ---- | ---- | ---- | ---- | ---- | ---- | ---- | ---- | ---- | ---- | ---- | ---- |
| Počet obyvatel | 419  | 440  | 430  | 455  | 435  | 445  | 480  | 265  | 263  | 246  | 250  | 223  | 239  | 234  | 225  |
| Počet domů     | 63   | 69   | 69   | 71   | 75   | 78   | 91   | 73   | 59   | 60   | 64   | 65   | 65   | 73   | 76   |

## Obecní správa
Mezi lety 1850–1979 byl Brod nad Tichou obcí v okrese Planá (1850–1930), posléze v okrese Mariánské Lázně (1950) a později v okrese Tachov. Od 1. ledna 1980 do 23. listopadu 1990 patřil jako část města k Plané a od 24. listopadu 1990 je opět samostatnou obcí.

### Obecní symboly
Znak a vlajka byly obci uděleny rozhodnutím předsedy Poslanecké sněmovny Parlamentu České republiky dne 13. května 2003.

#### Symbolika
Ve štítě znaku vyjádřil autor tři zásadní skutečnosti týkající se obce. První figura znázorňuje černý dřevěný most s jedním obloukem a vyjadřuje německé jméno vsi Brücke, poprvé uváděno v roce 1308. Modrá pata stříbrného štítu vyjadřuje polohu obce na potoku Tichá (dnes Hamerský potok, který je horním přítokem Mže) a vyjadřuje české pojmenování vsi podle brodu, místa vhodného pro přechod. Třetí obrazec, červená rožmberská růže, připomíná dva nejstarší známé držitele obce Vítka a Bedřicha, kteří pocházeli z vedlejší větve jihočeských Vítkovců a měli ve svém erbu pětilistou růži, podobně jako jejich potomci. Autorem znaku je Pavel Ryba z Pernolce.

## Pamětihodnosti
- Kostel svatého Jakuba
- Zvonice
- Socha svatého Jana Nepomuckého u mostu
- Fara
- Železárna Dolní Karlín, později sklárna, sochařsko-kamenický provoz, pionýrský tábor, od počátku 21. století kemp Karolina.
- V místech okolo kostela, fary a hřbitova ve čtrnáctém a patnáctém století stával brodský hrad, ze kterého se dochovaly nevýrazné terénní pozůstatky opevnění.[11]

## Galerie

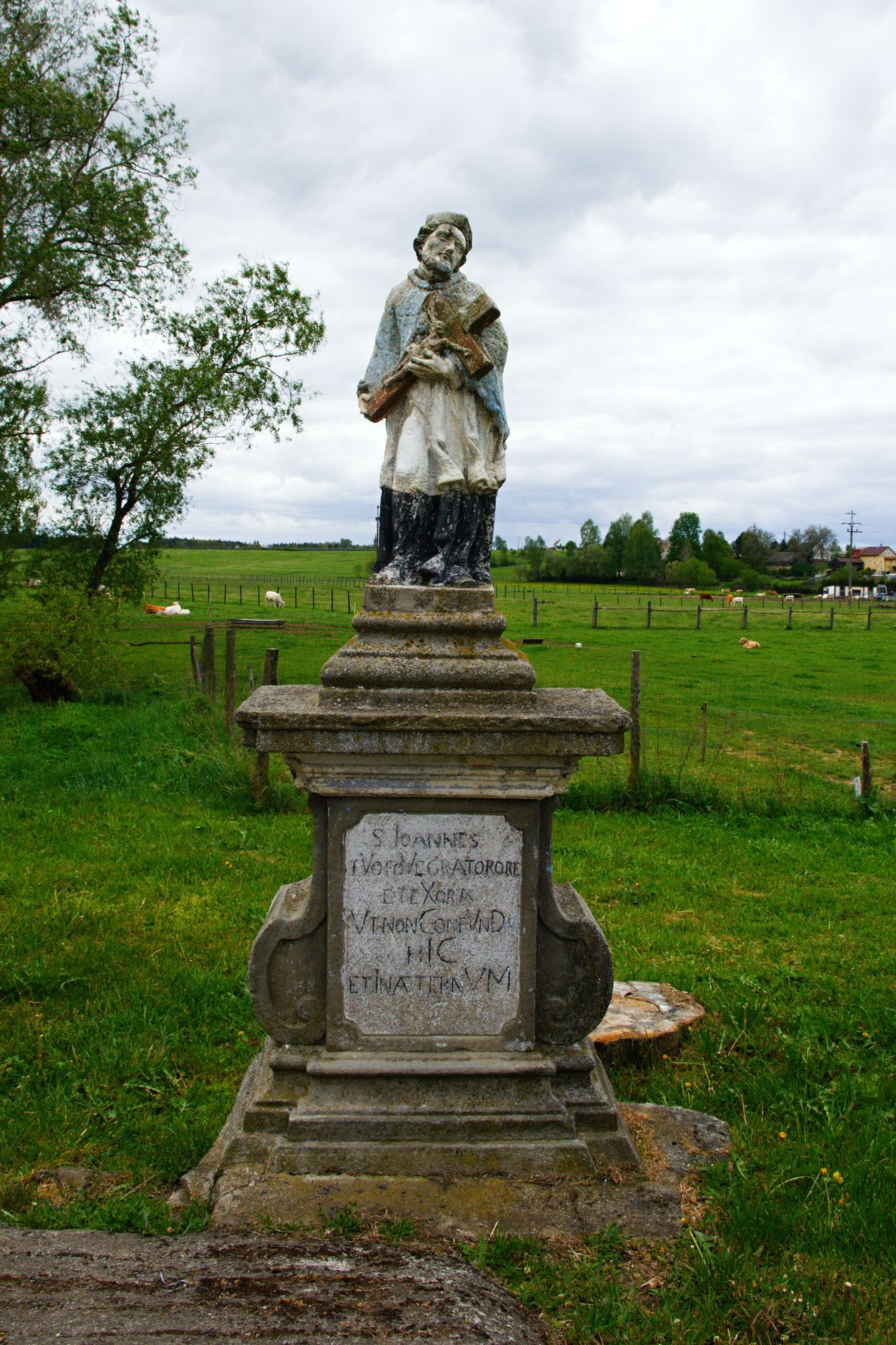
Socha svatého Jana Nepomuckého
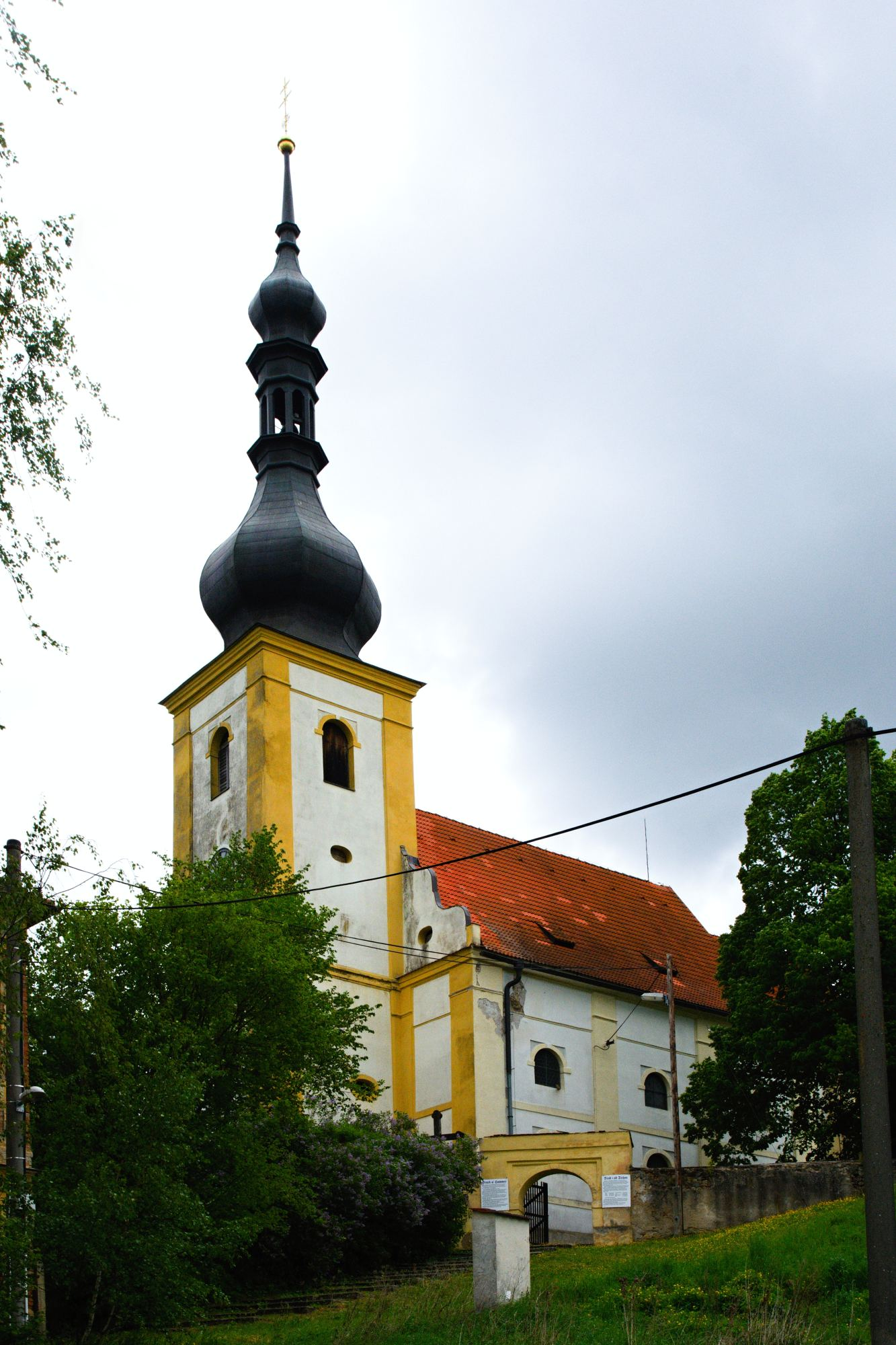
Kostel
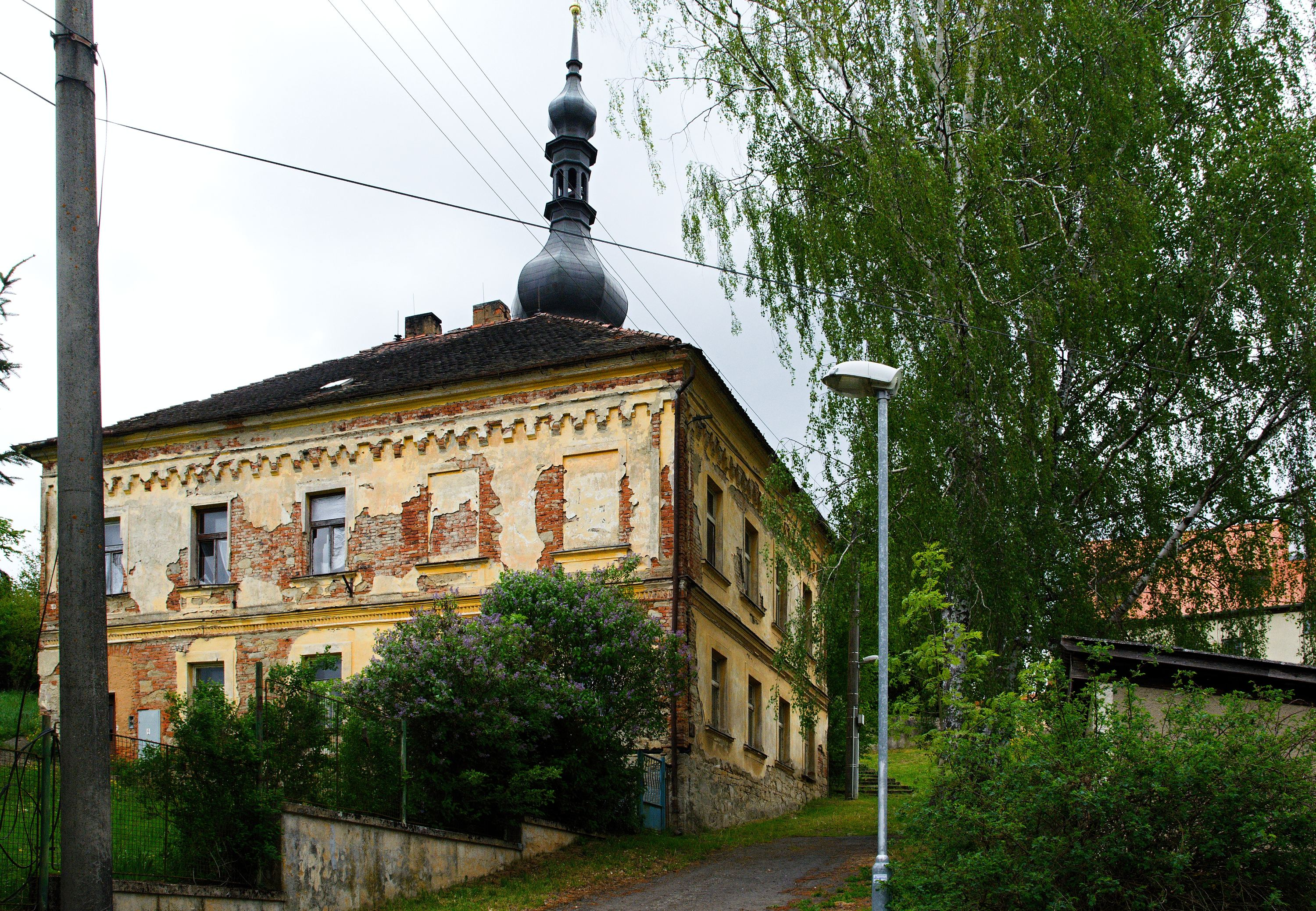
Bývalá škola